# Seven de España
El Seven de España es un torneo anual de rugby 7, femenino y masculino, que se disputa en España desde 2022. Forma parte de la Serie Mundial de Rugby 7 (SVNS). 
Desde su primera edición en 2022 adoptó el formato de integrar en un mismo evento los torneos femenino y masculino.
Su actual campeón es la selección de Francia.

## Palmarés
| Año     | Sede                             | Campeón   | Marcador | Subcampeón |
| ------- | -------------------------------- | --------- | -------- | ---------- |
| 2022-I  | Estadio Ciudad de Málaga, Málaga | Sudáfrica | 24 - 17  | Argentina  |
| 2022-II | Estadio de La Cartuja, Sevilla   | Sudáfrica | 33 - 7   | Australia  |
| 2024    | Estadio Metropolitano, Madrid    | Francia   | 19 - 5   | Argentina  |

## Posiciones
Número de veces que las selecciones ocuparon cada posición en todas las ediciones.
| Equipo    | Campeón | 2º puesto |
| --------- | ------- | --------- |
| Sudáfrica | 2       |           |
| Francia   | 1       |           |
| Argentina |         | 2         |
| Australia |         | 1         |